# Publi Servili Rul·lus
Publi Servili Rul·lus (llatí: Publius Servilus Rullus) va ser un magistrat romà del segle i aC. Formava part de la gens Servília, una de les més antigues gens romanes.
Va ser tribú de la plebs l'any 63 aC (va entrar al càrrec el 10 de desembre del 64 aC) i va proposar una llei agrària (Lex Servilia), que el cònsol Ciceró va atacar en tres discursos que es conserven. La llei, molt extensa, va ser presentada el gener del 63 aC i la seva execució s'havia d'encarregar a deu decemvirs elegits de la mateixa manera que s'elegia el pontífex màxim, per un període de cinc anys. Disset de les tribus romanes s'elegien per sorteig, i nou d'aquestes tribus donaven el seu vot a cadascun dels candidats.
Els decemvirs elegits havien de ser autoritzats a vendre totes les terres de fora d'Itàlia si havien esdevingut part del domini públic després del consolat de Sul·la i Quint Pompeu Rufus, l'any 88 aC excepte aquelles en què aquesta facultat estava limitada per tractat (com a Campània) o les que ja havien estat assignades per l'estat després del consolat de Gai Mari el Jove i Gneu Papiri Carbó l'any 82 aC. L'objectiu d'aquesta última limitació era evitar qualsevol oposició que poguessin fer les nombroses persones que havien rebut subvencions de terres públiques de Sul·la. A més, a tots els procònsols i altres magistrats de les províncies, que encara no havien pagat a l'erari els diners que havien obtingut com a botí, se'ls ordenava pagar als decemvirs, però es va fer una excepció a favor de Pompeu, a qui per prudència es va eximir d'aquesta llei. Tots els diners rebuts pels decemvirs, tant per la venda de terres públiques com pels impostos aplicats als generals romans, s'havien de dedicar a la compra de terres a Itàlia, i aquestes terres, assignades als ciutadans romans amb menys recursos. Els decemvirs havien d'establir una colònia de 5.000 ciutadans a les terres públiques més riques de la Campània. Aquests eren els objectius principals de la Lex Servilia, però a més, els decemvirs eren autoritzats a decidir en tots els casos, si la terra pertanyia al domini públic o a una persona privada, i a gravar amb impostos totes les terres públiques que seguissin en mans dels antics posseïdors. Aquesta llei amb seguretat tenia el suport a l'ombra de Juli Cèsar, llavors dirigent del partit popular romà, i se suposa que Cèsar volia atacar indirectament a Ciceró, cònsol aquell any, que hauria vist decaure la seva popularitat si s'hagués oposat a una llei que beneficiava als més pobres.
Però Ciceró va reaccionar amb tres discursos (De Lege Agraria contra Rullum I-III) i sabem que el primer el va pronunciar el mateix dia de la seva entrada en funcions i que va ser breu i moderat. La seva actitud davant el senat havia de donar seguretats que s'hi oposaria i que faria que el poble la rebutgés, abans que combatre la llei pròpiament. El segon discurs va ser pronunciat probablement l'endemà, davant l'assemblea del poble. Aquí l'empresa era molt més difícil, però amb la seva habilitat d'advocat va saber convèncer els qui l'escoltaven que no guanyarien res amb l'aprovació de la llei, ans al contrari, hi perdrien perquè com a Roma, a cap lloc hi estarien tan bé. A més, Ciceró presentava els poders extraordinaris dels decemvirs com una limitació a la llibertat i una infracció de les lleis constitucionals del poble romà. Acusava els autors de la llei de només buscar el seu profit particular. Fingia que creia que les colònies que s'establiran alhora de la llei agrària serien guarnicions militars que un dia s'enfrontarien a Roma, i que amb els repartiments de les terres s'empobriria l'erari i arribaria a faltar el blat a la ciutat. Va fer veure al poble que no hi hauria prou terres per a tothom, i només es beneficiarien del repartiment uns quants privilegiats.
El tercer discurs, molt breu, el va pronunciar davant el poble. Ciceró es justificava contra la calúmnia de Rul·lus, que l'acusava de ser partidari de Sul·la. A més, demostrava que era Rul·lus qui defensava els possessors de les terres que havien estat dels proscrits de Sul·la. La llei, en confirmar la propietat d'aquestes terres i en donar als qui se'n volien desprendre, una oportunitat de vendre-les, afavoria especialment el sogre de Rul·lus, que posseïa moltes terres adquirides amb les proscripcions. Finalment, l'eloqüència de Ciceró va triomfar i Rul·lus va haver de desistir del seu propòsit i va retirar totalment la llei.
No es menciona cap Servili Rul·lus fins a l'any 41 aC, quan un Publi Servili Rul·lus era un dels generals d'Octavi (August) en la guerra de Perusa. Podria ser el mateix personatge però probablement era el seu fill.